# Madeira zászlaja
Madeira zászlaja a Madeira autonóm régió (portugálul Região Autónoma da Madeira) egyik jelképe.

## A zászló tartalma
A zászlón a középső, sárga csík a szigeteket, a szárazföldet, a két szélső kék csík a tengert jelképezi. A sárga csík közepét a portugál földrajzi felfedezésekben nagy szerepet játszó Krisztus-rend keresztje (jeruzsálemi kereszt) díszíti, és Tengerész Henrikre, a rend egyik nagymesterére utal, aki a lakatlan szigeteket gyarmatosította. 
Az első évtizedekben a király többnyire erre a rendre bízta a szigetek kormányzását is. 
A kereszt ma a Madeira-szigetek autonómiájának előszeretettel használt jelképe.

## Változatok

A Madeira-szigeteki Felszabadítási Front (FLAMA) zászlaja, amely a „független” Madeira lobogójának volt szánva

## Külső hivatkozások
- flaggenlexikon.de (angol és német nyelven)
- Madeira zászlaja a Világ zászlói (Flags of the World) weboldalon